# أحمد أزقاغ
أحمد أزقاغ (5 يوليو 1942 - 24 أبريل 2003) هو شاعر وروائي وصحفي جزائري.

## مسيرته
وُلد أزقاغ سنة 1942 في بجاية لعائلة مكونة من خمسة أطفال. في عام 1952، ذهب مع والده إلى مرسيليا حيث أمضى هناك بقية طفولته. بعد الاستقلال سنة 1962، عاد إلى الجزائر، واشتغل مُدرّسا بمدرسة ابتدائية في بجاية.
غادر إلى الجزائر العاصمة في عام 1963، حيث نشر مقالات عن المؤلفين الجزائريين في ألجي ريبيبليكان وألجي سو سوار (Alger-Ce soir)، قبل أن ينضم إلى وكالة الأنباء الجزائرية. أدّى احتكاكه بالكتاب والفنانين والمثقفين الذين كانوا يتواجدون بالمسرح الوطني الجزائري إلى نشر قصائده الأولى في مجلة «نوفمبر»، وهي أول مجلة ثقافية جزائرية. كما شارك في مناظرة الثقافة الوطنية والثقافة الثورية مع بشير حاج علي ومحمد بودية ومحمد خدة، والتي نُشرت في يونيو 1965 في المجلة الفرنسية «الديمقراطية الجديدة» (Démocratie nouvelle).
بعد انقلاب 19 يونيو 1965، أقام أزقاغ في تونس، ليعود بعد بضعة أشهر إلى الجزائر العاصمة، ثم قام برحلات أخرى في سياق سياسي، ولا سيما إلى الشرق الأوسط، حيث تعامل مع محمد بودية من أجل القضية الفلسطينية.
هاجر أزقاغ إلى فرنسا، واستقرّ هناك بين سنتي 1970 و1990. مع انفتاح الجزائر على المزيد من حرية التعبير، عاد أحمد أزقاغ إلى الجزائر في عام 1990، لكن في الوقت الذي استولى فيه العنف على البلاد، لا سيما من خلال اغتيال العديد من المثقفين والكتاب، مثل الطاهر جعوط، قرّر العودة إلى فرنسا سنة 1993.
بعد وفاة أحد أشقائه، عاد أحمد أزقاغ إلى الجزائر نهائياً عام 1997، وأسس مجلة (Escales) الثقافية هناك (صدر منها عددين في 1997 و1998)، ثم عمل في صحيفة لاتريبين اليومية لبضعة أشهر. في العاصمة الجزائر، عمل أحمد أزغاغ أيضًا مدير تحرير لموقع «الجزائر إيبدو» ومستشارًا ومترجمًا لبرنامجين لفائدة الإذاعة الجزائرية 3.
توفي في الجزائر العاصمة بعد مرض طويل.

## أعماله
- 1966: الإرث (رواية)
- 1966: لكل وظيفته
- 1974: حكايات الصمت (شعر)
- 1976: جمهورية الظلال (مسرحية)
- 1987: الأبيض أبيض (شعر)